# Epizeuxis basalis
Epizeuxis basalis är en fjärilsart som beskrevs av Alfred Ernest Wileman och South 1921. Epizeuxis basalis ingår i släktet Epizeuxis och familjen nattflyn. Inga underarter finns listade i Catalogue of Life.